# Gare de Saint-Amand-Montrond - Orval
Gare de Saint-Amand-Montrond - Orval vasútállomás Franciaországban, Orval településen.

## Vasútvonalak
Az állomást az alábbi vasútvonalak érintik:
- Bourges-Miécaze-vasútvonal

## Kapcsolódó állomások
A vasútállomáshoz az alábbi állomások vannak a legközelebb:
- Gare d’Urçay (Gare de Montluçon-Ville)
- Gare de Bigny (Gare de Bourges)